# Liste der Abgeordneten zum Tiroler Landtag (IV. Gesetzgebungsperiode)
Diese Liste der Abgeordneten zum Tiroler Landtag (IV. Gesetzgebungsperiode) listet alle Abgeordneten zum Tiroler Landtag in der IV. Gesetzgebungsperiode vom 12. November 1957 bis zum 7. November 1961 auf. Nach der Landtagswahl 1957 stellte die Österreichische Volkspartei (ÖVP) 23 Abgeordnete. Des Weiteren war die Sozialistische Partei Österreichs (SPÖ) mit elf Abgeordneten im Landtag vertraten, wobei sie gegenüber der Landtagswahl zwei Mandate hinzugewinnen konnte. Anstatt der Wahlpartei der Unabhängigen, die 1953 noch vier Mandate erreicht hatte, war als weitere Partei ab 1957 die Freiheitliche Partei Österreichs (FPÖ) vertreten, die gegenüber ihrer Vorgängerorganisation jedoch nur noch zwei statt vier Mandate erzielt hatte.
Nach der Angelobung der Abgeordneten am 12. November 1957 wählten die Landtagsabgeordneten die Mitglieder der Landesregierung Tschiggfrey I. Die Gesetzgebungsperiode endete mit der Angelobung der Abgeordneten der V. Legislaturperiode am 7. November 1961.

## Funktionen

### Landtagspräsidenten
Zum Landtagspräsidenten wurde in den konstituierenden Sitzung der ÖVP-Politiker Johann Obermoser wiedergewählt, der 35 von 36 abgegebenen Stimmen (ein weiterer war leer abgegeben worden) erhielt. Neu in das Amt des 1. Vizepräsidenten wurde Karl Erlacher (ÖVP) gewählt, der 32 von 36 Stimmen auf sich vereinen konnte. Dabei war zudem je eine Stimme auf Franz Kröll bzw. Karl Kunst entfallen, zwei Stimmzettel verblieben leer. Ebenfalls neu in das Amt des 2. Vizepräsidenten wurde Karl Kunst (SPÖ) gewählt, der 30 von 36 Stimmen erhielt. Weitere zwei Stimmen entfielen auf Josef Gänsinger, eine auf Franz Hüttenberger, weitere drei Stimmen waren leer verblieben.

### Klubobmänner
Nach der Angelobung der Abgeordneten bildeten die Mandatare der ÖVP den ÖVP-Landtagsklub, wobei Johann Obermoser erneut zum Klubobmann und Albin Oberhofer wieder zu seinem Stellvertreter gewählt wurde. Als zusätzlicher Stellvertreter Obermosers kam in der IV. Gesetzgebungsperiode der Abgeordnete Alois Lugger hinzu. Die Landtagsabgeordnete der SPÖ wählten wie bereits in der III. Gesetzgebungsperiode Franz Hüttenberger zum Klubobmann, sein Stellvertreter wurde erneut Alois Heinz. Nach dem Ausscheiden Hüttenbergers im September 1959 wurde Karl Kunst zu seinem Nachfolger als Klubobmann gewählt, neuer Klubobmann-Stellvertreter wurde Walther Gerstenbräun. Nachdem auch Gerstenbräun im November 1960 aus dem Landtag ausgeschieden war, rückte Anton Wieser zum neuen Klubobmann-Stellvertreter nach. Auf Grund der geringen Mandatszahl konnten die Abgeordneten der FPÖ keinen Klub bilden und verfügten somit auch nicht über einen Klubobmann.

### Landtagsabgeordnete
| Name                 | Partei | Wahlkreis       | Anmerkung                                                       |
| -------------------- | ------ | --------------- | --------------------------------------------------------------- |
| Astner Johann        | ÖVP    | Restmandat      |                                                                 |
| Berktold Erich       | ÖVP    | West            |                                                                 |
| Blassnig Jakob       | ÖVP    | Ost             |                                                                 |
| Draxl Rudolf         | ÖVP    | West            |                                                                 |
| Erlacher Karl        | ÖVP    | Nord            |                                                                 |
| Gaisbichler Hermann  | ÖVP    | Nord            |                                                                 |
| Gamper Hans          | ÖVP    | Innsbruck-Stadt | nach Wahl in die Landesregierung am 12. November 1957 beurlaubt |
| Gänsinger Josef      | SPÖ    | Innsbruck-Stadt |                                                                 |
| Gerstenbräun Walther | SPÖ    | Nord            | bis 1. November 1960                                            |
| Guglberger Herbert   | ÖVP    | Mitte           |                                                                 |
| Heinz Alois          | SPÖ    | Mitte           | bis 8. März 1958                                                |
| Horngacher Christian | SPÖ    | Nord            | am 30. November 1960 für Walther Gerstenbräun angelobt          |
| Hüttenberger Franz   | SPÖ    | Innsbruck-Stadt | bis 25. September 1959                                          |
| Idl Andrä            | SPÖ    | Restmandat      |                                                                 |
| Jungwirth Hans       | SPÖ    | Mitte           | am 13. März 1958 für Alois Heinz angelobt                       |
| Kaiser Ferdinand     | SPÖ    | Innsbruck-Stadt | am 25. September 1959 für Franz Hüttenberger angelobt           |
| Keim Hedy            | SPÖ    | Restmandat      |                                                                 |
| Kröll Franz          | ÖVP    | Mitte           |                                                                 |
| Kühlechner Alois     | SPÖ    | Mitte           |                                                                 |
| Kunst Karl           | SPÖ    | Innsbruck-Stadt |                                                                 |
| Lackner Robert       | ÖVP    | Restmandat      |                                                                 |
| Leitner Josef        | SPÖ    | Nord            | bis 8. Februar 1960                                             |
| Lintner Anton        | ÖVP    | Mitte           |                                                                 |
| Lugger Alois         | ÖVP    | Innsbruck-Stadt |                                                                 |
| Mader Heinz          | FPÖ    | Innsbruck-Stadt |                                                                 |
| Mayr Josef Anton     | ÖVP    | Innsbruck-Stadt | nach Wahl in die Landesregierung am 12. November 1957 beurlaubt |
| Meirer Michael       | ÖVP    | Ost             |                                                                 |
| Muigg Josef          | ÖVP    | Mitte           |                                                                 |
| Oberhofer Albin      | ÖVP    | Mitte           |                                                                 |
| Obermoser Johann     | ÖVP    | Nord            |                                                                 |
| Plattner Maximilian  | ÖVP    | Innsbruck-Stadt | am 12. November 1957 für ein Regierungsmitglied nachgerückt     |
| Rimml Josef          | ÖVP    | West            |                                                                 |
| Ritzer Georg         | ÖVP    | Nord            |                                                                 |
| Spenglinger Georg    | SPÖ    | Nord            | am 8. Februar 1960 für Josef Leitner angelobt                   |
| Thomann Josef        | ÖVP    | Innsbruck-Stadt | am 12. November 1957 für ein Regierungsmitglied nachgerückt     |
| Troppmair Adolf      | ÖVP    | Mitte           |                                                                 |
| Tschiggfrey Hans     | ÖVP    | West            |                                                                 |
| Unterweger Reinhold  | ÖVP    | Ost             |                                                                 |
| Wagner Ernst         | ÖVP    | West            |                                                                 |
| Wallnöfer Eduard     | ÖVP    | West            |                                                                 |
| Wendling Otto        | FPÖ    | Restmandat      |                                                                 |
| Wieser Anton         | SPÖ    | Mitte           |                                                                 |